# 青野桑州
青野 桑州（あおの そうしゅう、天保13年（1842年）‐明治10年（1877年）10月11日）は江戸時代末期から明治時代の石版画家、銅版画家。

## 来歴
幼名は仲次郎。伊予国の生まれで、先祖は細川勝元の家臣であった。父は旦之上村の庄屋の次男。幼少の時から画技を認められ、14歳の頃に江戸へ出て狩野雅信に師事している。紫宸殿の修理の際、師の雅信に従って京都に赴き、その補佐をした。明治元年（1868年）頃、5年程、大阪に滞在しており、この間に中伊三郎夫人のフサについて銅版画の技法を習得したと思われる。その後、明治6年（1873年）に東京に出て陸軍省に出仕したのち、明治7年（1874年）には紙幣寮に転任、1円紙幣原版の銅彫り作業にあたった。晩年は石版画の制作に意欲を注いだ。代表作として明治7年制作の砂目石版の「楠公桜井駅訣子図」（陸軍省参謀局刊行）が挙げられる。享年36。墓所は新宿区東大久保（現・新宿）の永福寺。